# Parafia św. Józefa w Murgon
Parafia św. Józefa w Murgon – parafia rzymskokatolicka, należąca do archidiecezji Brisbane.
Przy parafii działa katolicka szkoła podstawowa św. Józefa.